# Theodor Mügge

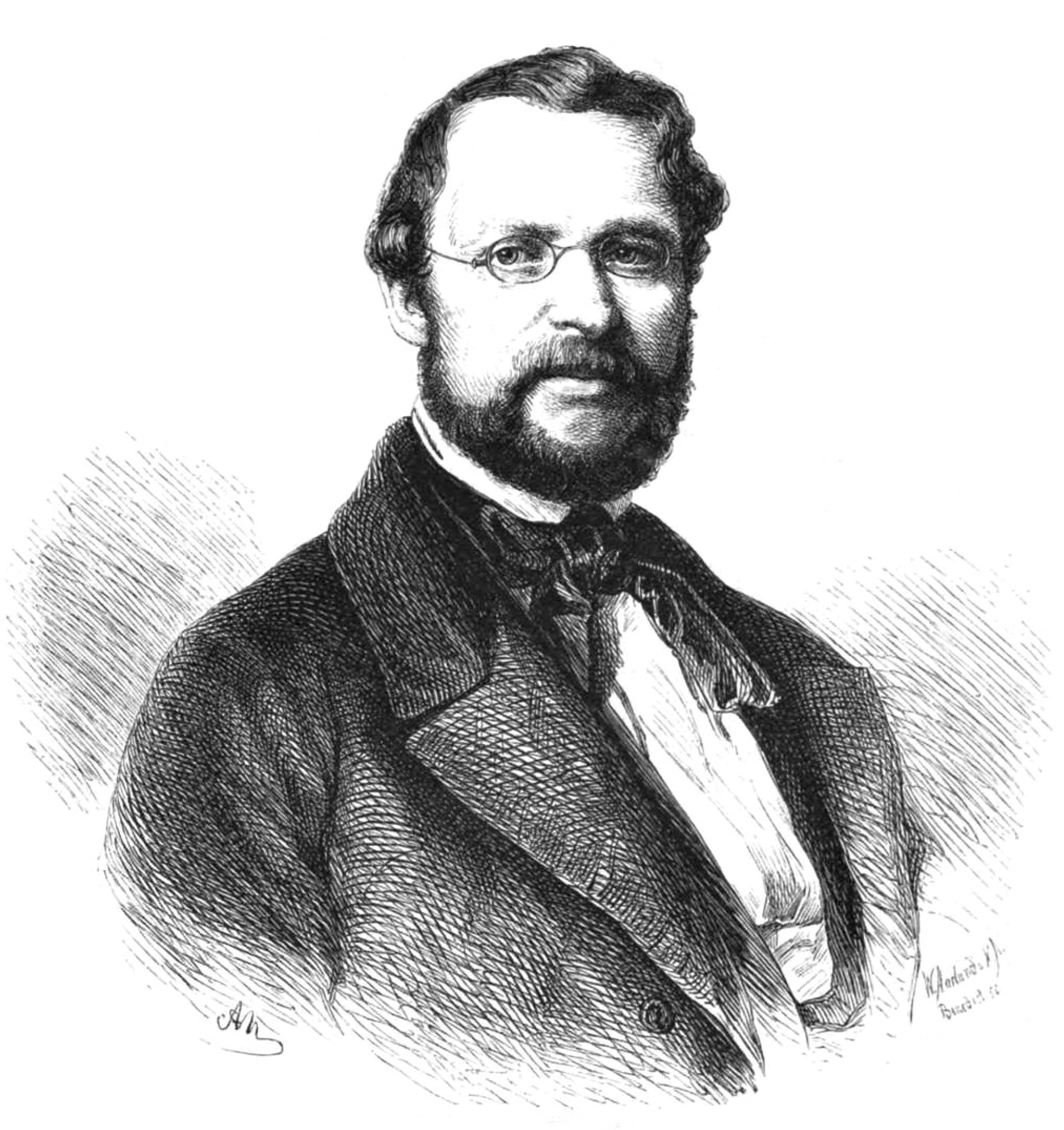
Theodor Mügge.

Theodor Mügge, född 8 november 1802, död 18 februari 1861, var en tysk författare.
Mügge reste i de nordiska länderna, som han skildrade dels i resebeskrivningar, uppmärksammade  på grund av hans politiska framställningar och uttalanden, dels i romaner, av vilka ett par som Afranja och Erik Randal (båda 1856) översatts till svenska, liksom reseskildringen Sverige 1843-44 (1845).